# Poxviry
Poxviry (Poxviridae) je čeleď velkých DNA virů o velikosti 230 × 300 nm, jejichž genom se skládá z dvou lineárních řetězců dvouvláknové DNA. Mimo to každý virion obsahuje také enzymatickou výbavu pro syntézu RNA (transkripci) i syntézu DNA.
Mezi poxviry patří virus pravých neštovic (variola virus), který však se již v přírodě pravděpodobně nevyskytuje, dále však také molluscum contagiosum virus (MCV) a některé viry, které normálně člověka nenapadají, ale způsobují choroby zvířat, tzv. zoonózy. Z nemocí ptáků jsou to např. neštovice ptáků. Jako očkování proti pravým neštovicím byl použit rovněž poxvirus, a to virus Vaccinia (jeden z původců kravských neštovic).